# Kidsgrove
Kidsgrove è una cittadina di 23 756 abitanti, situata nella contea dello Staffordshire in Inghilterra.